# Ben Roberts
Pour les articles homonymes, voir Roberts.
Ne pas confondre avec le footballeur Ben Roberts
Ben Roberts, de son vrai nom Benjamin Eisenberg, est un scénariste et un producteur de télévision américain né le 23 mars 1916 dans le quartier de Brooklyn à New York (État de New York) et mort le 12 mai 1984 à Los Angeles (Californie).

## Biographie
Ben Roberts commence sa carrière avec Sidney Sheldon pour Republic Pictures au milieu des années 1930. Il fera ensuite équipe pendant quasiment toute sa carrière avec Ivan Goff.

## Filmographie

### scénariste (télévision)
- 1976 : Drôles de dames (1 épisode)
- 1981 : L'Homme à l'orchidée (1 épisode)
- 1979 : Time Express (4 épisodes)
- 1976 : The Killer Who Wouldn't Die
- 1975 : Diagnosis: Murder
- 1969-1975 : Mannix (11 épisodes)
- 1968 : The Danny Thomas Hour (1 épisode)
- 1968 : L'Homme de fer (1 épisode)
- 1967 : Three for Danger
- 1966 : Preview Tonight (1 épisode)
- 1964-1965 : The Rogues (2 épisodes)
- 1962 : Dateline: San Francisco
- 1960 : Bourbon Street Beat (1 épisode)
- 1959 : The Fat Man: The Thirty-Two Friends of Gina Lardelli
- 1957 : Hour of Mystery (1 épisode)

### scénariste (cinéma)
- 1941 : Mr. District Attorney in the Carter Case de Bernard Vorhaus
- 1941 : Borrowed Hero (en) de Lewis D. Collins
- 1941 : Gambling Daughters de Max Nosseck
- 1941 : South of Panama de Jean Yarbrough
- 1942 : Le meurtrier s'est échappé (Fly-by-Night) de Robert Siodmak
- 1949 : Prejudice de Edward L. Cahn
- 1949 : L'enfer est à lui de Raoul Walsh
- 1950 : Du sang sur le tapis vert de Vincent Sherman
- 1951 : Feu sur le gang de Gordon Douglas
- 1951 : La Flamme du passé de Vincent Sherman
- 1951 : Capitaine sans peur de Raoul Walsh
- 1952 : La Sarabande des pantins de Henry Hathaway, Howard Hawks, Henry King, Henry Koster et Jean Negulesco
- 1952 : Commando sur Saint-Nazaire de Compton Bennett
- 1953 : Capitaine King de Henry King
- 1953 : La Sorcière blanche de Henry Hathaway
- 1954 : L'Émeraude tragique de Andrew Marton
- 1956 : Serenade de Anthony Mann
- 1957 : L'Homme aux mille visages de Joseph Pevney
- 1957 : L'Esclave libre de Raoul Walsh
- 1959 : L'Épopée dans l'ombre de Michael Anderson
- 1960 : Piège à minuit de David Miller
- 1960 : Meurtre sans faire-part de Michael Gordon
- 1966 : The Second Sin de David Millin
- 1970 : Au-delà de la sentence (en) de Sidney J. Furie
- 1981 : Le Justicier solitaire de William A. Fraker

### producteur de télévision
- 1966 : Preview Tonight
- 1968-1975 : Mannix (170 épisodes)
- 1976 : The Killer Who Wouldn't Die
- 1976 : Drôles de dames (1 épisode)
- 1977-1978 : L'Âge de cristal (14 épisodes)
- 1979 : Time Express (3 épisodes)
- 1981 : L'Homme à l'orchidée (14 épisodes)

## Nominations
- Oscars du cinéma 1958 : Nomination pour l'Oscar du meilleur scénario original (L'Homme aux mille visages)